# Заамин (футбольный клуб)
«Заами́н» (узб. «Zomin» futbol klubi/«Зомин» футбол клуби) — узбекистанский футбольный клуб из одноименных города и района Джизакской области.

## История
Основан в 2004 году. С 2005 по 2011 годы участвовал во Второй лиге Узбекистана, а с сезона-2012 выступает в Первой лиге (с 2018 года называется Про-лигой Узбекистана).
В настоящее время является победителем в 3-м по уровню и значимости футбольного дивизиона страны. По итогам сезона 2021 занял 1-е место среди 16 клубов. И таким образом два года спустя вернулся во второй дивизион страны.

## Достижения
Победитель финального турнира Второй лиги Узбекистана (2011).